# Tournant de Bologne
L'expression « tournant de Bologne » (en italien, « svolta della Bolognina ») désigne le tournant politique italien annoncé le 12 novembre 1989 à Bologne, dans le quartier Navile (rione Bolognina) et qui aboutit le 3 février 1991 à la dissolution du Parti communiste italien,,.